# Paulville
Paulville est une ville nouvelle située au Texas dans le comté de Hudspeth sur des badlands. Paulville est une ville qui a été conçu par des partisans du politicien Ron Paul, afin de promouvoir le libertarianisme.

## Géographie

### Situation et site
Paulville occupe une superficie de 2,0 km² 